# チャン・コーハン
チャン・コーハン（Chang Koehan）は、SNK（SNKプレイモア）の対戦型格闘ゲーム『ザ・キング・オブ・ファイターズ』シリーズに登場する架空の人物。

## キャラクター設定
SNKのゲームキャラクターが一堂に会する『ザ・キング・オブ・ファイターズ』（以下『KOF』と表記）のオリジナルキャラクター。
シリーズの第1作目『KOF'94』（以下『'94』と表記）にキム・カッファン（『餓狼伝説』からの客演キャラクター）率いるキムチーム（韓国代表）のメンバーとして出場する形で世に出る。以降、『KOF2003』までナンバリングタイトルには全て登場している。
巨体の持ち主であり、肥満体。全シリーズ中、身長の高さは無界に次ぐ2位、体重の大きさは1位のキャラクターである。頭頂部は禿げており、側頭部の髪と髭を伸ばしている。武器として後述の刑務所収監時に付けられていた鉄球をそのまま利用（技によっては鎖も使用）し、腕力に物を言わせて戦う（『キング・オブ・ファイターズ』という格闘大会では、銃器と鋭利な武器以外の武器の使用がルールで認められている）。年齢は『'94』当時のプロフィールで38歳（『'95』以降は39歳）。
元々は囚人であり、傷害や器物破損などの常習の罪で服役していたが、刑務所の壁を破壊して脱獄。その際の様子が刑務所の防犯カメラに記録されており（画質は悪かった）、テレビでそのニュースを見た2人の息子からチャンの存在を知ったキムによって後に確保され、以後は更生の名目でキムの下に身柄を引き取られる。力尽くで取り押えられた経緯（ただし、『'94』のバックストーリーではその様子は描写されていない）もあり、キムを恐れて逆らえないチャンは、チョイ・ボンゲと共にキムが課す修行の日々を過ごすことになる。次第にキムの技も幾らか習得するが、かなりの肥満体格のせいか、ほとんど似て非なるものになっている。
『'97』以降は鉄球の中に弁当（ドカ弁）を入れられるようになっており、待機中は弁当を出して食べている。弁当の中身は野菜が一切入っておらず肉類（羊肉など）や揚げ物（エビフライなど）だけで構成されており、高カロリーかつ栄養がかなり偏ったものとなっている。
『'98』では、レオナとの対戦前デモで敬礼される。これについては後に「（彼女がチャンの）純粋な力に敬意を表している」という正式な設定が加えられ、『2001』以降も再び敬礼されるようになり、『XIV』ではチャンからも互いに無言で敬礼している。
『'96』『'97』『'98』の援護攻撃では、チョイと共に他のキャラクターが援護しない悪役キャラクター（八神庵、ギース・ハワード、山崎竜二など）をよく援護する相性に設定されている。逆に『'96』以降からはキムを援護せず、『'98』では神楽ちづるとサイコソルジャーチーム（麻宮アテナ、椎拳崇、鎮元斎）も援護しない。
『リアルバウト餓狼伝説』のキムのエンディングではチョイとアリス・クライスラーとともに登場。『リアルバウト餓狼伝説SPECIAL』の韓国ステージではキムがいるときに条件を満たすとチョイをぶら下げて空中を飛んでいく。
また、任天堂のゲーム『大乱闘スマッシュブラザーズ SPECIAL』のDLCステージの「KOFスタジアム」にて背景キャラクターの1人として登場している。

### 作中での経歴
『KOF'94』
『R』と名乗る人物（ルガール・バーンシュタイン）から格闘大会『キング・オブ・ファイターズ』の招待状を受け取ったキムに命じられ、チョイとともに「キムの教育してやるチーム」を結成し、『KOF』に参加することになる。本人とチョイの本音はあくまで賞金目的だが、建前上はキムに従順な振りをして大会に出場する。敗れたルガールがブラックノアを自爆させ、脱出した際に、キムに付いてきたのは賞金が目当てであったという本心を口にしてしまったためにまだまだ更生の余地ありと判断され、更生生活が続くことになる。
『KOF'95』
再び届いた『KOF』の招待状にRの文字が入っていたことからルガールの生存を確信し、今度はルガールに取り入ることを発案。その画策をチョイに持ち掛け、キムによる「更生」の日々から抜け出すために『KOF』に出場する。なお、キムチームで優勝してルガールと対面しても、復讐心を抱くルガールと使命感に燃えるキムの会話に割り込めず、そのまま戦うことになってしまい、計画は失敗に終わる。
『KOF'96』
優勝すれば更生終了というキムの言葉に張り切り、倍にされたトレーニングメニューにもめげず意欲的に参加する。優勝した場合、約束通りキムから更生終了を言い渡されるが、チョイと喝采を上げている最中に口を滑らせ、もうキムの顔を見なくて済む喜びをキムの前で口にしてしまい、キムの怒りに触れる。なお、この作品からチャンの衣装は囚人服からキムと同じデザインの道着（ただし、裾がボロボロになっている）になる。
『KOF'97』
韓国のドキュメント番組に出演することが決まり、取材の一環として『KOF』の参加が取り上げられることになる。その事態を好機だと指摘するチョイに同意し、「テレビ取材を利用して優勝賞金を手に入れ、今度こそキムから解放されよう」と『KOF』に出場する。なお、優勝した場合、目論見通りキムから更生終了を認められ、優勝賞金も手に入れ、チョイと共に他国へ高飛びする。他国で大暴れする計画やキムの悪口でチョイと盛り上がっていたところ、それをたまたまテコンドー協会の用事で同じ飛行機に乗っていたキムに全て聞かれてしまう。キムは一生かけて2人を更生させることを宣言し、更生終了は結局撤回させられる。
『KOF'99』
キムの同門ジョン・フーンの下で更生させられることになる。以前キムたちが出演したテレビ番組『更生について』（『KOF'97』の大会とタイアップしていた）を観たジョンは、キムの下を訪れ、キムの指導方法を時代錯誤と批判。自分の方がより効果的な更生が施せると主張し、個人的な確執も手伝って勝負を持ち掛けてくる。キムがこれに承諾したことで、チャンは次の大会までチョイと離れ、ジョンに身柄を預けられることとなる。その間は、体力的に楽で良い点は認めているが､ジョンの趣味でアイドル歌手（麻宮アテナ）のコンサートに付き合わされるなど、キムのしごきとはまた違った苦労を味わうことになる。この時、勉強が昔から嫌いということが明かされる。優勝した場合、「どちらがより良い更生ができるか」というキムとジョンの勝負に決着がつかなかったため、今度はキムがチャン、ジョンがチョイを引き取り勝負を続行することが決まり、結局自由を手にすることは叶わなかった。しかし、この際チョイと共に「自分たちも丸くなった」と昔を振り返っており、実は『'99』以前と比べてかなり更生していることが判明する。また、この頃からキムのもとから自由になるということに関しては半ば諦めているような言動を取るようになる。
『KOF2000』
例年通りキムと同じチームで出場。エンディングでは『ゼロ・キャノン』と呼ばれる対ネスツ用攻撃衛星の砲撃を受け、体と精神がチョイと入れ替わってしまう。
『KOF2001』
前作のエンディングで生じたハプニングは既に解決しており、キムやジョンの提案で両者の頭をぶつけてみると元に戻ることができた。この作品では、ジョンが交通事故に遭ってKOF出場が不可能となったため、キムの道場の門下生であるメイ・リーを新たなチームメンバーに加えてKOFに参加する。優勝した場合、世界の危機を救った英雄として韓国で大々的に称えられることになり、その際は目に涙を浮かべながら自分たちに向けられる称賛を喜んだ。なお、この作品からチャンの手枷と足枷がサポーターに変更されている。
『KOF2003』
キムとジョンと共に3人で大会に出場する。チョイは留守中の家事とキムの息子2人の面倒を任せられたため、犬猿の仲であるキムとジョンの2人に挟まれてKOFに参加することになる。エンディングではキムとジョンと共に夕日に向かって、巨悪を倒す誓いを表明する。
『KOF XI』
同作では大会に参加していない。テリー・ボガードとダック・キングからチームメイトに誘われていたキムを諸手を挙げて送り出し、チョイと共に参加を辞退した。一時的とは言えキムから解放される喜びをかみ締めつつ、キムの乗る飛行機を見送りながら少しだけ寂しさを抱く。エンディングではパオパオカフェで管を巻くキムから離れて、テリーたちについて行った。なお、ここでは彼とチョイの私服姿が見られる。
『KOF XIII』
同作では大会への参加を逃れるためにギースの元部下だったライデンとホア・ジャイをキムに教育してもらおうと画策。エンディングでは更生できたと喜んだライデンとホア・ジャイにチャンたちの画策を見破られ、更生に自信がついたキムに徹底的に教育させられる。
『KOF XIV』
大会前にキムからチョイとともに「修行を真面目にやった褒美」として1週間の休暇をもらい、酒場に行って酔った勢いで器物破損をして警察に投獄される。その投獄された刑務所で世界各地で投獄された経験を持つ超カリスマ凶悪犯のザナドゥと出会い、彼の発言に感化されて「悪人チーム」として大会に参加することになる。なお、チャンはキムに出会う前に投獄されたことがあるのにザナドゥのことは全く知らなかった。この作品では衣装がオレンジ色の囚人服に変更される。エンディングではザナドゥが優勝賞金を燃やすなどの奇行を行ったのでチョイと共にザナドゥとの決別を決意する。
『KOF XV』
同作ではチョイとともにザナドゥと決別してキムのもとに戻り、チョイとジョンとルオンとともにキムのエンディングに登場する。なお、このエンディングでは彼を含めたジョン以外のキャラクターは私服で焼肉屋に出かけている。

### カプコンとのクロスオーバー
カプコン製作の『CAPCOM VS. SNK 2 MILLIONAIRE FIGHTING 2001』（以下『CAPCOM VS. SNK 2』と表記）に出場している。また同作ではチョイを後ろに伴っており、必殺技としてチョイに攻撃させるものも存在する。なお、このゲームでの服装は2人とも『'94』の時と同じものになっている。
『CAPCOM VS. SNK』シリーズの初代と『PRO』ではチャン自身は参戦していないが、その外見（ヒゲ面で巨体）からザンギエフがキムにチャンと間違えられた。チャン本人も対ザンギエフ戦での勝利台詞で彼を利用しようとする趣旨の発言をしている。また､当のザンギエフは体型が異なるため間違えられるのが不可解だとの旨を述べている。
『CAPCOM VS. SNK 2』ではチョイと共に同じ悪人のベガが捕まらないことに不満を述べており、「シャドルーは三食昼寝付きか」とシャドルーに入団しようと考えている。また、不知火舞の不知火流（体重制限のため、チャンは断られている）やリョウ・サカザキの極限流に入門しようとしたり、リュウ（勝利メッセージの場合、「世界最強だというのならキムの旦那に勝ってくれ」と頼んでいる）やギースについていこうとしたり、モリガン・アーンスランドからの最高の世界への誘いに乗っている（いずれも本音はキムから逃げるため）。対ブランカ戦のメッセージでは「この際ジャングルでもいいから逃げたい」と言うなど、キムからの逃避意識は強い。あまつさえ、ユリ・サカザキとチームを組んでいる場合にユリが「自分がチームリーダー」と言った際は「キムの旦那より百倍はマシ」と言っている。ただ、エドモンド本田からの相撲への誘いはチョンマゲ（大銀杏）が結えないという理由で断っている。
SNK製作の『SNK VS. CAPCOM 激突カードファイターズ』シリーズすべてに個別キャラクターカードが登場している。同シリーズのネオジオポケット版では『'96』以降の服装で、ニンテンドーDS版のみ『'94』の服装になっている。

## ゲーム上の特徴
その巨体から繰り出される攻撃力の高さは圧倒的であり、『KOF』の登場キャラクター中でも上位にいる。だが歩行速度は鈍重であり、ジャンプも低い。体の大きさから、相手の攻撃を避けるのが難しく、連続技を食らいやすいという弱点もあるが、攻撃判定の強い各種の技と、持ち前の高い攻撃力で強引に攻めきることも可能であり、わずかな手数でも相手に大きなダメージをもたらすことができる。
技の性質や重い動きのために小回りが効かず、飛び道具を持っている相手や移動スピードが速い相手には近付くまで手間取ることになるが、相手に一度接近できれば弱攻撃からのボタン連打で「鉄球大回転」につなげて相手に反撃を許さずに闘うこともできる。強パンチで出る鉄球をぶつける攻撃はリーチが長い。遠距離立ち強パンチは隙が大きいが、飛ぼうとした相手を撃墜させることもある。『'95』にて新たに追加された空中吹っ飛ばし攻撃「鉄球大砲投」は、リーチ、威力の高さ、攻撃判定の強さに優れており、チャンの強力なジャンプ攻撃および接近手段となる。『'96』では、有効間合いが広いコマンド投げ「大破壊投げ」が追加されたことで、接近戦での攻防にも強くなった。
『'99』『2000』でのシステムである「アーマーモード」を発動した状態で「鉄球大回転」を使うと、相手の攻撃などお構いなしに強引に攻め立てることが可能であり、対戦相手に絶大な重圧をかけることができる。

## 技の解説

### 通常技
技名が公表されている『'94』〜『'96』の名称のみ記載。
| 操作                                            | 立ち（近距離）                          | 立ち（遠距離）                          | しゃがみ                                | 垂直ジャンプ                                  | 前方ジャンプ                                  | 後方ジャンプ                                  |
| ----------------------------------------------- | --------------------------------------- | --------------------------------------- | --------------------------------------- | --------------------------------------------- | --------------------------------------------- | --------------------------------------------- |
| 弱パンチ                                        | 顔面潰し                                | 鎮骨砕き                                | 骨盤砕き                                | ムショ破り                                    | ムショ破り                                    | ムショ破り                                    |
| 強パンチ                                        | 鉄球落とし                              | 頭蓋砕き                                | 『'95』以前：玉砕き 『'96』：滝砕き     | 脳天砕き                                      | 脳天砕き                                      | 脳天砕き                                      |
| 弱キック                                        | ひざ砕き                                | ひざ砕き                                | くるぶし砕き                            | 巨漢落とし                                    | 巨漢落とし                                    | 巨漢落とし                                    |
| 強キック                                        | アゴ砕き                                | 内臓破壊                                | 『'95』以前：両足砕き 『'96』：両足粉砕 | コーハン蹴り                                  | コーハン蹴り                                  | コーハン蹴り                                  |
| 攻撃避け                                        | 鉄球避け                                | 鉄球避け                                | -                                       | -                                             | -                                             | -                                             |
| 『'94』：スルーアタック 『'95』：カウンター攻撃 | 手枷打ち                                | 手枷打ち                                | -                                       | -                                             | -                                             | -                                             |
| ふっ飛ばし攻撃                                  | 『'95』以前：全身砕き 『'96』：病院送り | 『'95』以前：全身砕き 『'96』：病院送り |                                         | 『'94』：コーハン蹴り 『'95』以降：鉄球大砲投 | 『'94』：コーハン蹴り 『'95』以降：鉄球大砲投 | 『'94』：コーハン蹴り 『'95』以降：鉄球大砲投 |
| ダッシュ                                        | 前ダッシュ                              | 前ダッシュ                              | -                                       | -                                             | -                                             | -                                             |
| バックステップ                                  | バックステップ                          | バックステップ                          | -                                       | -                                             | -                                             | -                                             |

### 通常投げ
破壊投げ（はかいなげ）
『'95』以前の強パンチ投げ。相手を掴んで振り回し地面に叩き付ける。
破顔撃（はがんげき）
『'96』以降の強パンチ投げ。相手を掴んだあと、顔面に頭突きを食らわせる。
鎖締め（くさりじめ）
強キック投げ。鉄球の鎖を使って相手の首を絞める。
投げ捨て（なげすて）
『XIV』での強キック投げ。掴んだ相手をアンダースローで放り投げる。

### 特殊技
ひき逃げ（ひきにげ）
『'97』にて追加された特殊技。両手で掴んだ鉄球を前方に突き出しながら、地面を滑りつつ相手にぶつかっていく。技の発生がそれなりに早く、リーチが長く、さらに立ちガードが不能。

### 必殺技
鉄球粉砕撃（てっきゅうふんさいげき）
大きく振りかぶってから、鉄球を相手にぶつける。攻撃判定出現までが遅いが、技の威力はかなり高く射程も長く鉄球の飛行速度もかなり速い。一見は飛び道具のようにも見えるが飛び道具とは相殺することはなくお互いがすり抜ける（同時に出せば相打ちになる）。『'96』以降は強で出すと、最初の振りかぶる動作時に鉄球を振り回す（『CAPCOM VS. SNK 2』のみこの動作はない）。『'97』からは振りかぶる動作の間にガードポイントが追加された（『2001』を除く）。基本的にはタメコマンドだが、『2001』のみ「波動拳コマンド」が左右逆になったものとなっている。
鉄球大回転（てっきゅうだいかいてん）
鉄球を頭上で何度も振り回す。追加入力（『KOF』では全攻撃ボタン、『CAPCOM VS. SNK 2』では全パンチボタンを、それぞれ同時押し）で回転を中断させられる。回転する鉄球で飛び道具を相殺することが可能（「覇王翔吼拳」や「カイザーウェーブ」も相殺できる）なだけでなく、技の威力・攻撃判定の大きさがともに優れている。『'95』ではレバーによる左右移動が可能で、相手にガードされても反動がかからない上に、連続でガードさせ続けると相手の体力を大幅に削り取ることができる。
方向入力不要＋ボタン連打コマンドで出せる技だが、『2001』だけは俗に言う「昇龍拳コマンド」となっている。
鉄球飛燕斬（てっきゅうひえんざん）
『'95』で習得。キムの「飛燕斬」と違い、空中で一回転できず背中から地面に落下する。落下時にも当たり判定があるが、当たらなかったりガードされたときの隙は大きい。『'99』以降は使用しなくなった。
大破壊投げ（だいはかいなげ）
『'96』で習得。『'95』までは通常投げだった「破壊投げ」が必殺技に昇格したコマンド投げ。掴んだ相手を頭越しに持ち上げながら前後に何度も地面に叩きつけるもので、叩き付ける回数が「破壊投げ」よりも増えている。有効間合いも広く、相手のガードを崩す手段としても使用可能であり、チャンの主力となる技。
鉄球太鼓打ち（てっきゅうたいこうち）
『'99』で習得。鼻をほじる動作をし、ここで上半身に攻撃を受けるとくしゃみで吹き飛ばす当て身技。「鉄球飛燕斬」を使わなくなった『'99』からは、パワーゲージがない状態でのチャンにとっては貴重な対空手段でもある。最初の2回までは、当て身に成功してもダメージが極端に少ないが、3回目に受けた時は攻撃が異なり、尋常でないダメージを与える。だが、実戦で3回成功させるのは至難の業。『2003』では削除された。
覇気脚（はききゃく）
『2002』のみの技。キムの同名の技同様、地面を脚で蹴る必殺技。キム同様に飛び道具を掻き消したり、スーパーキャンセルして超必殺技に繋ぐことも可能だが、チャンの場合は同時に地震を起こす（大門五郎の「地雷震」と同様）。
竜巻疾風斬（たつまきしっぷうざん）
疾走飛翔斬（しっそうひしょうざん）
飛翔空烈斬（ひしょうくうれつざん）
いずれも『CAPCOM VS. SNK 2』で使用し、チョイに合図を送って攻撃させる。チョイの攻撃の詳細はそれぞれチョイ・ボンゲ#必殺技を参照。

### 超必殺技
鉄球大暴走（てっきゅうだいぼうそう）
自分の頭に鉄球を数回ぶつけた後、ドタドタと大きな足音を立てて相手に向かって走ってゆき、接触と同時に連続攻撃を始める乱舞技（キムの「鳳凰脚」を真似したもの）。最後に繰り出す攻撃は、『'94』では「鉄球粉砕撃」、『'95』では「鉄球飛燕斬」、『'96』から『2002』までランダムで変化し、「ひざ砕き」（立ち弱キック）の動作が出たときは状況にもよるがさらに空中追撃を狙え、必殺技などでキャンセルが可能な作品もある。『2003』では「鉄球粉砕撃」で固定となった。『CAPCOM VS. SNK 2』ではLV1・LV2はフィニッシュがランダムだが、LV3 (MAX) 版のみ必ず「大破壊投げ」を決めた後にチョイが「疾走飛翔斬」で攻撃となる。
『'95』までは、相手がこの技を攻撃避けで避けると、チャンは相手をすり抜けて一定距離を走りきった後に仰向けに倒れて隙を作ってしまう。しかし、『'95』にてカウンター攻撃をキャンセルして「鉄球大暴走」を出すと、相手は攻撃避けを出しても避けることができない上に、チャンは反撃を受けにくくなる。
鉄球大圧殺（てっきゅうだいあっさつ）
『'97』にて追加された。斜め上前方へ頭突きしながら跳躍し、その巨体で腹から相手を押し潰す。ノーマル版は強で出すと攻撃前に一定距離走り出す。
鉄球大撲殺（てっきゅうだいぼくさつ）
『'99』にて追加された。鉄球を何度も振り下ろしては相手を打ちつける。『2001』のみ削除されていた。『2002』では「覇気脚」をスーパーキャンセルして、この技に繋げると強力な連係となる。『2003』では通常の必殺技に変更されている。
鉄球大世界（てっきゅうだいせかい）
『2002』のMAX2超必殺。鉄球を頭上に掲げて腰を振る、腹の脂肪を両手で掴んで揺らす、という一連のアクションを取り、画面全体攻撃を繰り出した後「鉄球大圧殺」を繰り出す。攻撃判定が発生するまでは投げ以外に対して無敵状態にあり、攻撃そのものはガード不能で緊急回避でも防げない。
『2002UM』では性能が大幅に変更されており、全体攻撃の発動後は一定時間自由に動けるようになった。発動中は相手が動けなくなる。
鉄球大粉砕（てっきゅうだいふんさい）
『2003』にて追加された。モーションは「鉄球粉砕撃」と同じだが、弱攻撃から連続技として繋がるほど発生が早く多段ヒットする。
鉄球大鏖殺（てっきゅうだいおうさつ）
『XIV』のCLIMAX超必殺技。砲丸投げの要領で鉄球を振り回しながら、相手を何度も殴打して空の彼方へ吹き飛ばし、吹き飛ばされた相手は地球を一周してチャンの背後に落ちてくる。
真!超絶竜巻真空斬（しん!ちょうぜつたつまきしんくうざん）
『CAPCOM VS. SNK 2』で使用する、チョイに攻撃させる超必殺技（チョイ・ボンゲ#超必殺技参照）。

### ストライカー動作
鉄球大降臨（てっきゅうだいこうりん）
腹から落下し、敵を押し潰す攻撃。地面に接触した後は、2回バウンドする。
（名称不明）
『EX』1作目のみ実装。地面を端から端までゴロゴロと転がりながら去っていく。

## 登場作品
- ザ・キング・オブ・ファイターズ'94〜2003、XIV、ALLSTAR
- CAPCOM VS. SNK 2 MILLIONAIRE FIGHTING 2001
- SNK VS. CAPCOM 激突カードファイターズ
- ザ・キング・オブファイターズXI（餓狼伝説チームのストーリーおよびエンディング）
- ザ・キング・オブ・ファイターズXIII（キムチームのストーリーおよびエンディング）
- ネオジオバトルコロシアム（キムのストーリーおよびエンディングテキスト）
- リアルバウト餓狼伝説（キムのエンディングで、チョイやアリス・クライスラーと一緒に空港へ迎えに来ている）
- SNK VS. CAPCOM SVC CHAOS（キムのエンディング、チョイのエンディング）
- 大乱闘スマッシュブラザーズ SPECIAL（KOFスタジアムの背景で登場）

## その他
『'94』の初期設定ではチョイとは別の2人の囚人（1人は両手にナイフを持った男で、もう1人は手錠をした男）とチームを組んでおり、そのチーム名は「囚人チーム」であった。
『2000』では、マニアックストライカーとして「スマートチャン」という、痩せて顔付きも変わったチャンが登場する。髪が生え揃い、髭はもみあげに繋がった顎髭のみとなり、服装も独自のものであり、ほぼ別人と言っていい外見になっている。ストライカー動作は「鉄球大回転」で、この体格でも鉄球をやすやすと振り回す。
『THE KING OF FIGHTERS ALLSTAR』では通常のチャンのほか、2019年7月30日より女体化されたプリティー・チャンが登場。ぼさぼさの黒髪を膝に届くほど長く伸ばした幼い少女で、手首足首の枷や武器の鉄球といった要素はそのままだが、服装は道着をアレンジした青いライン入りの白いワンピースと金色の鈴の首飾りとなり、鉄球にはキムとチョイの姿と思しき落書きがされている。
一部の技の名称は漫画『ヨガのプリンセス プリティー・ヨーガ』の技のパロディ。

## 担当声優
- 島よしのり（『KOF'94』、『KOF'95』）
- 有田洋之（『KOF'96』以降の専属キャスト〈『for GIRLS』を除く〉）
- 長縄まりあ（『THE KING OF FIGHTERS ALLSTAR』：プリティー・チャン[8]）
- 中井和哉（『for GIRLS』[9]）

## 関連人物
- キム・カッファン - 更生指導、チームメイト
- チョイ・ボンゲ - 更生修行の相棒、チームメイト
- ジョン・フーン - 更生指導、チームメイト、キムのライバル
- メイ・リー - キムの弟子、『KOF 2001』でのチームメイト
- ザナドゥ - 『KOF XIV』でのチームメイト